# Chelonarium indicum
Chelonarium indicum is een keversoort uit de familie Chelonariidae. De wetenschappelijke naam van de soort is voor het eerst geldig gepubliceerd in 1894 door Grouvelle.